# Bulldog Courage
Bulldog Courage est un film américain réalisé par Edward A. Kull, sorti en 1922.

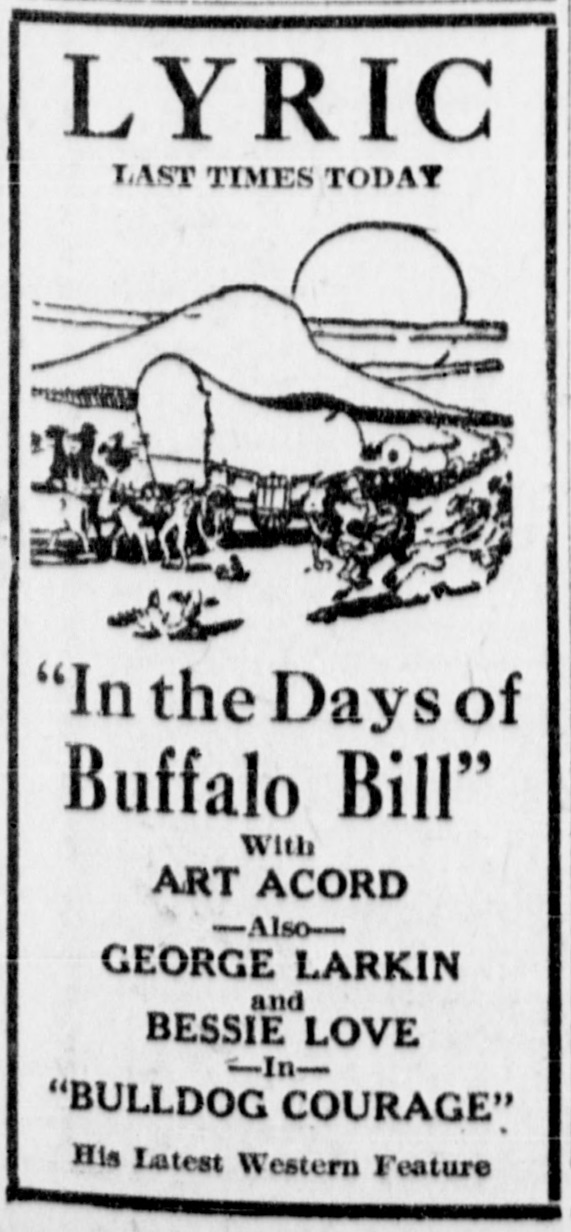
Annonce pour le film.

Il a été écrit par George Larkin et sa femme Ollie Kirkby.

## Synopsis
Jimmy Brent est envoyé dans le Wyoming pour tabasser Big Bob Phillips, le rival de son oncle prétendant de Mary Allen. Lorsque Jimmy arrive dans le Wyoming, il tombe amoureux de Gloria Phillips et décide de ne pas tabasser Bob. Lorsque Bob pense à tort que Jimmy est la cause d'un vol de bétail, Jimmy le combat, capture les vrais voleurs de bétail, et finit par se retrouver avec Gloria.

## Fiche technique
- Réalisation : Edward A. Kull
- Scénario : George Larkin, Ollie Kirkby[2] d'après une histoire de Jeanne Poe
- Photographie : Harry Neumann
- Genre : Western[3]
- Montage : Fred Allen
- Production : Russell Productions
- Distributeur : State Rights
- Pays de production :  États-Unis
- Durée : 5 bobines
- Date de sortie : août 1922

## Distribution
- George Larkin : Jimmy Brent
- Bessie Love : Gloria Phillips
- Albert MacQuarrie : John Morton
- Karl Silvera : Smokey Evans
- Frank Whitman : Big Bob Phillips
- Bill Patton : Sheriff Webber
- Barbara Tennant : Mary Allen

## Production
Le film a été tourné en Oregon